# 80 de husari
80 de husari (în maghiară 80 huszár, în poloneză Osiemdziesięciu huzarów) este un film dramatic maghiar în culori, realizat în 1978 de regizorul Sándor Sára. Filmul omagiază Revoluția Maghiară din 1848-1849 prin prezentarea artistică a expediției escadronului de husari al căpitanului János Lenkey și a altor evenimente istorice reale.

## Rezumat
În primăvara anului 1848 întreaga Europă este în fierbere. Revoluția izbucnește și pe teritoriul Imperiului Austriac. Husarii maghiari din escadronul căpitanului Farkas Paál, care face parte dintr-un regiment austriac cantonat într-un mic oraș din Polonia, află despre luptele din patria lor. Unul dintre husari, András Korsós, încearcă să dezerteze pentru a se întoarce în satul natal. El este capturat curând, adus înapoi și biciuit public în piața principală a orașului, din ordinul generalului imperial austriac, de către camarazii săi de arme. Acest incident brutal care insultă demnitatea umană provoacă mai întâi protestul și apoi revolta polonezilor care cer retragerea regimentului pentru ca militarii să se poată întoarce în țările lor de origine. Generalul austriac Leopold Krüger, comandantul regimentului, trimite un grup de militari împotriva manifestanților pentru a-i aresta pe conducătorii revoltei și a restabili ordinea în oraș. Husarii primesc ordinul să tragă în populația răzvrătită, dar încurajați de veștile din patria lor, îl ignoră.
Atunci când comandantul austriac al regimentului dispune trimiterea escadronului maghiar în vecinătatea Pragăi ca pedeapsă, husarii din escadronul căpitanului Farkas Paál decid să dezerteze și să se întoarcă în Ungaria. Călătoria aventuroasă a fugarilor este plină de pericole. Husarii trebuie să străbată mai multe obstacole pe drumul către patrie și să înfrângă natura ostilă, frigul, foamea, frica și forța superioară a inamicului pornit în urmărirea lor, pentru a scăpa de represaliile imperiului.

## Distribuție
- László Dózsa — căpitanul Farkas Paál, comandantul escadronului de husari maghiari
- Géza Tordy — locotenentul major Szilveszter Bódog
- József Madaras — András Korsós, husarul care dezertează
- György Cserhalmi — István Csordás
- Jácint Juhász — Péter Ács
- Sándor Oszter — Péter Máté
- Géza Polgár — Mózes Bíró
- Gábor Csikos — Márton Csuha
- Sándor Szabó — generalul austriac Leopold Krüger
- Attila Lőte — căpitanul Haller
- Károly Mécs — ofițer comandant austriac
- Zoltán Vadász — husarul Öreg
- Tibor Patassy — János Bakos
- Henryk Bista — țăran
- Andrzej Buszewicz
- Andrzej Grzybowski
- Alicja Jachiewicz — doamnă
- Zdzisław Klucznik
- Jan Krzyżanowski
- Bogdan Łysakowski
- Danuta Maksymowicz
- Edmund Nowak
- Andrzej Piechocki
- Grzegorz Potocki
- Tatiana Sosna-Sarno — sora Polei
- Stefan Szmidt — căpitanul Vyss
- Grażyna Szapołowska — Pola
- Jerzy Szeski
- Andrzej Szenajch
- Piotr Wysocki — preotul

## Producție
Filmările au avut loc în mai multe locuri din Ungaria și Polonia, printre care: Tarnów, orașul natal al generalului polonez Józef Bem, Parcul Național Tatra (văile Chochołowska și Starorobociańska) și Zakopane (Biserica Maicii Domnului din Czestochowa de pe ulica Kościeliska). Lupta din mlaștină a fost filmată în zona lacului din Diósjenő.

## DVD
Filmul a fost lansat în anul 2014 pe DVD de către Magyar Nemzeti Digitális Archívum és Filmintézet⁠(d).